# Коробовщинская волость
Коробовщинская волость — историческая административно-территориальная единица в составе Покровского уезда Владимирской губернии.

## История
В середине XII — начале XIII веков территория принадлежала Ростово-Суздальскому княжеству.

## Населённые пункты
По данным на 1905 год из книги Список населённых мест Владимирской губернии в Коробовщинскую волость входили следующие населённые места:
- Авдотьино
- Алешки (сельцо, при нём усадьба Тихонова)
- Бакинцево (Бакинцо). Близ деревни кирпичный завод Кабардинова.
- Блудово (близ деревни лесная контора Симанина; современное название деревни «Берёзовая Роща»)
- Дьяконово
- Деево
- Козлятьево (село, при нём имение Грачёвых; современное название село — «Поляны»)
- Коробовщино (село, при нём усадьба Шамолина; современное название села — «Коробовщина»)
- Лакомово (в XX веке объединена с деревней Шилово; современное название — «Воронцово»)
- Левашево
- Марково
- Милитино
- Новая
- Ново-Фетиньино (село; близ него лесная контора Симанина; современное название — «Новофетинино»)
- Ново-Фроловское (село, близ него мельница Симанина и его же лесная сторожка; современное название — «Новофроловское»)
- Старая
- Фотино (село, при нём усадьба причта, имение Грачёвых, усадьба Катынского, мельница Катынского, мельница Грачёвых)
- Фролищи (село, при нём усадьба причта)
- Хламостово
- Шилово
- Яковлево

## Волостное правление
По данным на 1900 год: волостной старшина — Владимир Егорович Степанов, писарь — Павел Иванович Абалкин.
По данным на 1910 год: волостной старшина — Фёдор Комаров, писарь — Василий Разживалов.

## Население
В 1890 году Коробовщинская волость Покровского уезда включает 8197 десятин крестьянской земли, 21 селение, 915 крестьянских дворов (8 не крестьянских), 4727 душ обоего пола. Административным центром волости было село Коробовщина.

## Промыслы
По данным на 1895 год жители волости занимались отхожими промыслами (плотники и столяры в основном в Москве, медники, кузнецы, сезонные фабричные рабочие, слесари) и местными промыслами (возкой дров на ближайшие фабрики (Левашево, Дьяконово, Деево); в селе Фролищи — производилось до 60 000 кирпичей в год, в деревне Бакинцо производились бороны (около 65 в год) и плелись корзины (750 штук в год)). В начале XX века осенью собирали на полях мелкие камни и складывали их в кучи у края дороги, зимой крестьяне продавали их на ближайших железнодорожных станциях. Сбором камней занимались в северных волостях уезда: Дубковской, Жаровской, Жердевской, Коробовщинской, Овчиннинской, Фуниково-Горской. Камень продавали по 13—18 рублей за кубический сажень.